# Sekigahara
Sekigahara (関ヶ原町, Sekigahara-chō) és una vila japonesa localitzada al Districte de Fuwa, Prefectura de Gifu, Japó.
El 2003 s'estimava que tenia 8.802 habitants i una densitat de població de 178,58 persones per quilòmetre quadrat. L'àrea total és 49,29 km².
La important batalla de Sekigahara esdevenir en aquest lloc.